# (966) Муши
(966) Муши (лат. Muschi) — астероид главного пояса. Был открыт 9 ноября 1921 года немецким астрономом Вальтером Бааде в Гамбургской обсерватории, Гамбург, Германия. Астероид назван в честь жены астронома.

## Орбитальные характеристики
Орбита имеет большую полуось 2,7173 а. е., эксцентриситет 0,13172 и наклон относительно эклиптики 14°.

## Физические характеристики
На основании кривых блеска, полученных в 2004 году, определён период вращения астероида, равный 5,355 ч., и изменение блеска, равное 0,31 звёздной величины.